# Nederländerna i olympiska vinterspelen 1968
Nederländerna deltog i olympiska vinterspelen 1968 i Grenoble, Frankrike.

## Medalists

### Guld
- Hastighetsåkning på skridskor
  - Herrarnas 1500 m: Kees Verkerk
  - Damernas 1000 m: Carry Geijssen
  - Damernas 3000 m: Ans Schut

### Silver
- Hastighetsåkning på skridskor
  - Herrarnas 1500 m: Ard Schenk
  - Herrarnas 5000 m: Kees Verkerk
  - Damernas 1500 m: Carry Geijssen

### Brons
- Hastighetsåkning på skridskor
  - Herrarnas 5000 m: Peter Nottet
  - Damernas 1500 m: Stien Baas-Kaiser
  - Damernas 3000 m: Stien Baas-Kaiser